# NGC 516
NGC 516 é uma galáxia espiral barrada (SB0-a) localizada na direcção da constelação de Pisces. Possui uma declinação de +09° 33' 07" e uma ascensão recta de 1 horas, 24 minutos e 08,0 segundos.
A galáxia NGC 516 foi descoberta em 25 de Setembro de 1862 por Heinrich Louis d'Arrest.